# Simodontus
Simodontus is een geslacht van kevers uit de familie van de loopkevers (Carabidae). De wetenschappelijke naam van het geslacht is voor het eerst geldig gepubliceerd in 1843 door Chaudoir.

## Soorten
Het geslacht Simodontus omvat de volgende soorten:
- Simodontus aeneipennis Chaudoir, 1843
- Simodontus australis (Dejean, 1828)
- Simodontus brunnicolor Lorenz, 1998
- Simodontus clermonti (Straneo, 1937)
- Simodontus convexus Chaudoir, 1873
- Simodontus curtulus Chaudoir, 1873
- Simodontus fortnumi (Castelnau, 1867)
- Simodontus grandiceps Sloane, 1900
- Simodontus holomelanus (Germar, 1848)
- Simodontus laeviceps Sloane, 1900
- Simodontus leai Sloane, 1898
- Simodontus murrayensis Blackburn, 1890
- Simodontus occultus Sloane, 1898
- Simodontus picescens Chaudoir, 1873
- Simodontus rotundipennis (Castelnau, 1867)
- Simodontus rufipalpis (Castelnau, 1867)
- Simodontus sexfoveatus (Chaudoir, 1878)
- Simodontus transfuga Chaudoir, 1873